# The Blues Brothers (filme)
The Blues Brothers (Brasil: Os Irmãos Cara de Pau / Portugal: O Dueto da Corda) é um filme americano do ano de 1980 do gênero comédia musical, dirigido por John Landis. Estrela o filme a dupla John Belushi e Dan Aykroyd, famosos comediantes do programa de TV "Saturday Night Live" e que depois fariam carreira de sucesso no cinema. Nos quadros musicais muitas canções R&B e soul, interpretadas por grandes nomes: James Brown, Cab Calloway, Aretha Franklin, Ray Charles e John Lee Hooker. Adicionalmente apresenta a banda "The Blues Brothers", com performances musicais dos dois comediantes e que continuou a se apresentar após o filme, variando os membros e apesar da morte de John Belushi, dois anos depois do lançamento nos cinemas.
O filme teve locações em Chicago, Illinois.

## Elenco

### A Banda
- John Belushi..."Joliet" Jake Blues vocalista
- Dan Aykroyd...Elwood Blues, gaita e vocais
- Steve Cropper...Steve "Coronel" Cropper, guitarra rítmica e vocal de apoio
- Donald "Duck" Dunn...Donald "Duck" Dunn, baixo
- Murphy Dunne...Murphy "Murph" Dunne órgão
- Willie Hall...Willie "Too Big" Hall, baterista e percussão
- Tom Malone...Tom "Bones" Malone, trombone, saxofone e vocais de apoio
- Lou Marini..."Blue Lou" Marini, saxofones e vocal de apoio
- Matt Murphy...Matt "Guitar" Murphy guitarra solo
- Alan Rubin...Alan "Mr. Fabulous" Rubin, trompete, percussão e vocais de apoio

### Outros
| - Cab Calloway...Curtis Salgado - Carrie Fisher...Mulher misteriosa - Aretha Franklin...Senhora Murphy - Ray Charles...Ray - James Brown...Reverendo Cleophus James - John Candy...Burton Mercer - Kathleen Freeman...Irmã Mary Stigmata - Henry Gibson...Líder nazista - Steve Lawrence...Maury Sline - Twiggy...Chic Lady - Frank Oz...Oficial da polícia - Jeff Morris...Bob - Sheilah Wells...Claire - Charles Napier...Tucker McElroy - Steven Williams...guarda Mount | - Armand Cerami...guarda Daniel - Chaka Khan - John Lee Hooker...músico da Rua Maxwell - John Landis...guarda - Stephen Bishop...guarda - Joe Walsh...Prisioneiro - Paul Reubens...garçon - Steven Spielberg...Funcionário de Cook County - Joe Cuttone...Lloyd - Toni Fleming...Senhor Tarantino - Carolyn Franklin, Brenda Bryant Corbett e Margaret Branch...Coral Soul Food |

## Sinopse
"Joliet Jake" Blues sai da prisão em liberdade condicional e fica sob a custódia de seu irmão Elwood. Ele cumprira dois anos de uma sentença de cinco por roubo a mão armada. Jake e Elwood são cheios de estilo, vestem roupas e chapéus pretos, além dos imprescindíveis óculos escuros. Elwood aparece na porta da prisão para pegar o irmão, dirigindo um velho e deteriorado carro da polícia, um Dodge Monaco de 1974 que eles chamam Bluesmóvel, com motor  V-8. Jake não sabe que o carro foi modificado, mas quando os irmãos são perseguidos pela polícia, Elwood mostra toda a verdadeira potência do motor.
Elwood convence Jake a visitarem o orfanato cristão em que eles cresceram. Depois de uma "conversa" com a diretora do orfanato, a simpática Irmã Mary Stigmata (apelidada de "O Pinguim"), eles ficam sabendo da situação financeira difícil da instituição que deve uma grande quantia em impostos (na realidade, as igrejas de Illinois são isentas, o que causou  algumas reações contra a cena). A religiosa recusa energicamente (distribuindo pancadas) dinheiro roubado oferecido pelos irmãos.
Mais tarde, ao irem a uma igreja evangélica do amigo Curtis, Jake tem uma epifania: os irmãos irão conseguir fundos honestos para o orfanato, através da apresentação da sua lendária banda de rhythm & blues. Sem demora os irmãos começam a ir atrás dos antigos membros da banda. Mas no seu caminho encontrarão muitos percalços: perseguições da polícia, brigas com neo-nazistas e a fúria de uma ex-namorada de Jake, uma mulher misteriosa armada com um fuzil.

## Produção
Os personagens Jake e Elwood Blues foram criados por John Belushi e Dan Aykroyd para o programa Saturday Night Live. Os sketches e as características dos personagens foram desenvolvidos por Aykroyd com a colaboração de Ron Gwynne, creditado como consultor no filme.  Conforme notas na capa do álbum Briefcase Full of Blues, os irmãos cresceram num orfanato e aprenderam blues com Curtis 
Ao aceitar fazer o filme para a Universal Pictures, Aykroyd resolveu escrever o roteiro cinematográfico, algo que ele nunca tentara antes.

## Sequência
Em 1998 foi lançada uma sequência, Blues Brothers 2000, com roteiro similar e com Dan Aykroyd repetindo o seu papel. No elenco estão John Goodman, Joe Morton e o garoto de 10 anos J. Evan Bonifant, como um novo Blues Brothers. Aretha Franklin e James Brown reaparecem. Nos outros números musicais estão Sam Moore, Wilson Pickett, Paul Shaffer, B. B. King e Eric Clapton, dentre outros.

## Trilha sonora
The Blues Brothers: Music from the Soundtrack foi gravada em Junho de 1980 como o segundo álbum da the Blues Brothers Band. A canção promocional do filme, "Gimme Some Lovin'" , figurou entre os 40 "top hits" do ano. Este álbum seguiu o de estreia, o álbum ao vivo Briefcase Full of Blues. Houve um segundo álbum ao vivo Made in America, com o sucesso "Who's Making Love".
As canções do filme estão diferentes no álbum, ouvindo-se um coro feminino na canção "Everybody Needs Somebody to Love", quando no filme a banda não possui cantoras. O saxofonista Tom Scott e o baterista Steve Jordan, estão no álbum mas não participaram do filme.